# Michel-François de Couët du Vivier de Lorry
Pour les articles homonymes, voir Lorry (homonymie).
Michel-François Couët du Vivier de Lorry, né à Metz le 9 janvier 1727 et décédé à Paris le 14 mars 1803, est successivement évêque de Vence  de 1763 à 1769, évêque de Tarbes de 1769 à 1782, évêque d'Angers de 1782 à 1802 et évêque de La Rochelle en 1802.

## Biographie
Il est issu d'une famille originaire de Touraine détenant le fief du Vivier. Il est le fils de Jacques Couët du Vivier, chevalier, seigneur de Lorry et de Marsilly, capitaine au régiment de Piémont. Il fut docteur en théologie, ancien prieur de la Sorbonne et vicaire général d'Orléans, de l'archidiocèse de Rouen, de Condom, prieur commendataire du Saint-Sépulcre et de Saint-Adérald de Villacerf et en 1754 pourvu en commende de l'abbaye Saint-Martin-ès-Aires.
Il est désigné le 25 décembre 1763 comme évêque de Vence confirmé le 9 avril suivant, et consacré en mai 1764 par le cardinal Dominique de La Rochefoucauld, archevêque de Rouen. Au cours de sa très longue carrière épiscopale, il ne se fait remarquer ni par son activité ni par son engagement religieux ou politique.
Il est transféré à Tarbes en 1769 et confirmé le 11 septembre, puis à Angers en 1782 et confirmé le 23 septembre. Dans son nouveau diocèse, il réédite la Liturgie d'Angers mais s'endette fortement. Pendant la Révolution française, il garde une attitude des plus prudente et équivoque : il ne s'engage pas contre les idées nouvelles mais il refuse de prêter le serment lors de la Constitution civile du clergé. Il se cache ensuite en Normandie en abandonnant son diocèse à l'évêque constitutionnel Hugues Pelletier pendant qu'une partie de la population se révolte. À la suite du concordat de 1801, il se démet de son siège d'Angers mais il est nommé évêque concordataire de La Rochelle en avril 1802. Son diocèse comprend les départements de Charente-Inférieure et de Vendée. Il se contente d'adresser un mandement et démissionne dès le mois de novembre suivant. Il meurt à Paris en 1803.